# Sörmlandstrafiken

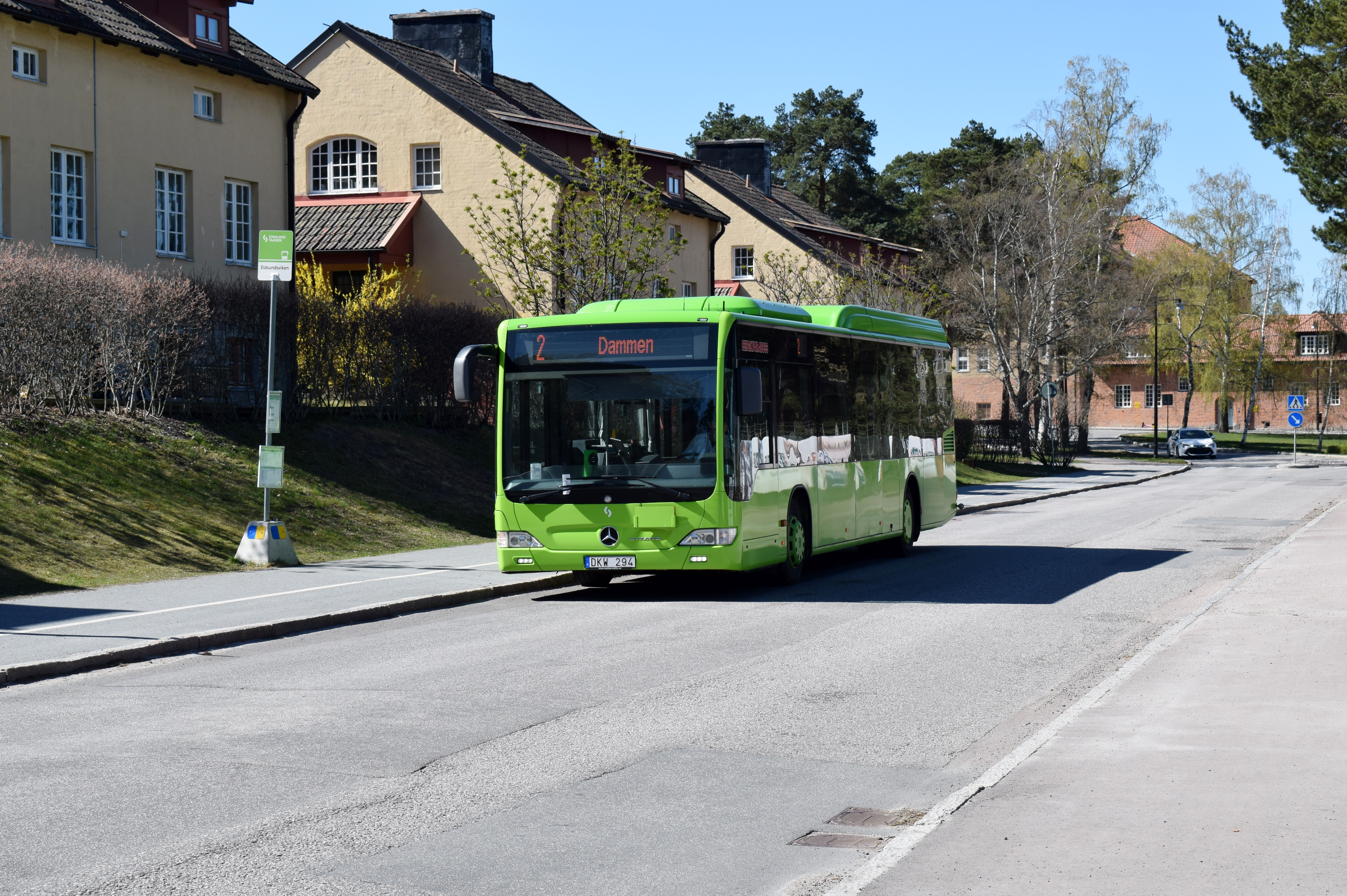
Sörmlandstrafiken i Strängnäs.

Sörmlandstrafiken är Region Sörmlands varumärke för kollektivtrafiken i Södermanlands län. Region Sörmland är regional kollektivtrafikmyndighet för länet. I januari 2016 antogs det nya namnet Sörmlandstrafiken, vilket ersatte Länstrafiken i Södermanland. I samband med detta byttes logotypen ut och de tog över beställningscentralen för färdtjänst, sjukresor och viss särskolskjuts. Under året skedde flera förändringar – bland annat nytt biljettsystem och uppgradering av teknisk utrustning samt busshållplatser.  I januari 2017 mottog Sörmlandstrafiken tillsammans med utvecklaren Ridango utmärkelsen ”Best Smart Ticketing Programme” vid den internationella konferensen ”Transport Ticketing Global Awards ceremony” i London.

## Busstrafik
Uppdraget omfattar stadstrafik i Eskilstuna (Citybussen i Eskilstuna), Nyköping, Katrineholm och Strängnäs samt landsortstrafik som förbinder städerna i ett område från Oxelösund i söder till Eskilstuna och Strängnäs i norr, samt från Södertälje i öster till Vingåker i väst. Antal resenärer var 9,1 miljoner år 2009.
Sörmlandstrafiken upphandlar all busstrafik i länet och har därmed inga egna bussar och förare. Nobina, Transdev och Bergkvarabuss kör busstrafiken i länet samt flera taxibolag som bland annat kör den anropsstyrda trafiken samt kompletteringstrafik i glesbygd.
Viss båttrafik i Nyköpings skärgård ingår också i Sörmlandstrafiken uppdrag.
Sörmlandstrafiken nyttjar cirka 195 bussar som kör sammanlagt 12,8 miljoner kilometer per år.[när?]
I Södermanlands län finns cirka 4 500 hållplatser utefter vägarna.[när?] Utveckling av hållplatser och terminaler sker i samverkan med Trafikverket och kommunerna.

## Tågtrafik

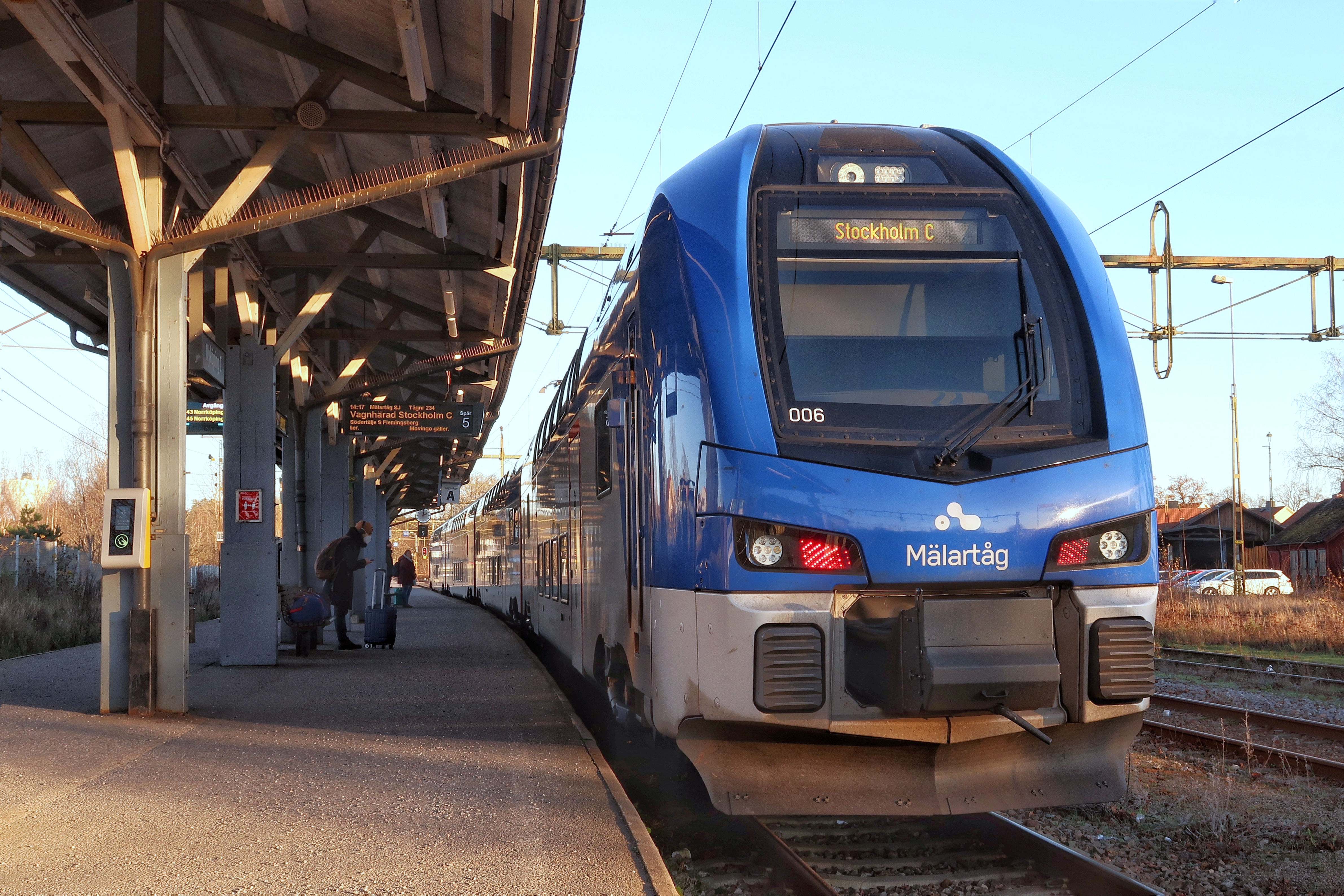
Mälartåg vid Nyköpings centralstation.

Sörmlandstrafiken är delägare i Mälardalstrafik som ansvarar för den regionala tågtrafiken med varumärket Mälartåg på linjerna Hallsberg – Katrineholm – Stockholms central, ibland kallad Sörmlandspilen, Sala – Västerås – Eskilstuna – Linköping, ibland kallad Uven-tåget, Arboga – Eskilstuna – Stockholm på Svealandsbanan och Norrköping – Nyköping – Stockholm. 
Dessutom har Sörmlandstrafiken ett avtal med SL om pendeltåg på sträckan Södertälje centrum–Gnesta.